# Pioneer 8
Pioneer 8 (również Pioneer C) – amerykańska sonda kosmiczna wprowadzona na orbitę heliocentryczną w ramach programu Pioneer.
Wraz z sondami Pioneer 6, 7 i 9 tworzyła ona sieć czterech obiektów krążących po orbitach zbliżonych do orbity okołosłonecznej Ziemi. Zespół ten umożliwił kompleksowe poznanie warunków fizycznych panujących w przestrzeni międzyplanetarnej i monitorowanie stanu aktywności słonecznej.

## Eksperymenty naukowe sondy
- Jednoosiowy magnetometr transduktorowy
- Analizator plazmy
- Teleskop promieniowania kosmicznego
- Eksperyment propagacji fal radiowych
- Detektor gradientu promieniowania kosmicznego
- Detektor pola elektrycznego
- Detektor pyłu kosmicznego
- Eksperyment mechaniki nieba

## Przebieg misji
Pioneer 8, podobnie jak jego dwaj poprzednicy, został wysłany na orbitę heliocentryczną w celu zbadania przestrzeni międzyplanetarnej, szczególnie w celu zbierania informacji o polach magnetycznych, plazmie i promieniach kosmicznych związanych z aktywnością słoneczną. Chociaż sonda miała na pokładzie inny zestaw instrumentów naukowych niż Pioneer 6 i 7, jej odkrycia były skorelowane z pozostałymi dwiema sondami. Sonda została wystrzelona 13 grudnia 1967 roku na trajektorię wyprzedzającą Ziemię, aby zapewnić pojazdowi dodatkową prędkość na orbicie wokółsłonecznej o początkowych parametrach 1,0080 × 0,9892 au.
Pioneer 8 dotarł do granic ziemskiej magnetosfery 15 grudnia 1967 roku o 19:00 UT. Później, 18 stycznia 1968 roku, sonda, Słońce i Ziemia znalazły się w idealnym położeniu, aby umożliwić szczegółowe badanie magnetycznego ogona Ziemi, po raz pierwszy wykonane przez Pioneera 7 w 1968 roku. Już w czerwcu 1968 roku dane z sondy doprowadziły naukowców do spekulacji, że ziemski ogon magnetyczny może być krótszy niż 320 milionów kilometrów sugerowane przez obliczenia teoretyczne. W sierpniu tego samego roku naukowcy z NASA z Deep Space Network (DSN) ogłosili, że udało się czterokrotnie zwiększyć odległość, na którą można było odebrać sygnały z trzech dotychczasowych sond Pioneer. Było to możliwe dzięki ulepszeniom w odbiornikach DSN. W październiku 1982 roku Pioneer 8 i 9 zbliżyły się na odległość 2,4 miliona kilometrów od siebie, co pozwoliło ponownie skalibrować uszkodzony instrument plazmy Pioneera 8.
Kontrolerzy sporadycznie utrzymywali kontakt z sondą przez prawie 30 lat, chociaż tylko jeden instrument, detektor pola elektrycznego, działał po 1982 roku. Podczas śledzenia 23 lipca 1995 roku NASA nie była w stanie włączyć nadajnika Pioneera 8, prawdopodobnie dlatego, że statek był zbyt daleko od Słońca, aby naładować panele słoneczne. W dniu 22 sierpnia 1996 roku ponownie, po raz ostatni, nawiązano kontakt z sondą za pośrednictwem nadajnika zapasowego.